# ISO 3166-2:PW
ISO 3166-2:PW è uno standard ISO che definisce i codici geografici delle suddivisioni di Palau; è un sottogruppo dello standard ISO 3166-2.
I codici, assegnati ai 16 stati, sono formati da PW- (sigla ISO 3166-1 alpha-2 dello Stato), seguito da tre cifre.

## Codici
| Codice | Stato        |
| ------ | ------------ |
| PW-002 | Aimeliik     |
| PW-004 | Airai        |
| PW-010 | Angaur       |
| PW-050 | Hatohobei    |
| PW-100 | Kayangel     |
| PW-150 | Koror        |
| PW-212 | Melekeok     |
| PW-214 | Ngaraard     |
| PW-218 | Ngarchelong  |
| PW-222 | Ngardmau     |
| PW-224 | Ngatpang     |
| PW-226 | Ngchesar     |
| PW-227 | Ngaremlengui |
| PW-228 | Ngiwal       |
| PW-350 | Peleliu      |
| PW-370 | Sonsorol     |